# فياريال دي أوريتشوا
بلدية فياريال دي أوريتشوا (بالإسبانية: Villarreal de Urrechua) هي بلدية تقع في مقاطعة غيبوثكوا التابعة لمنطقة إقليم الباسك شمال إسبانيا.

## الديموغرافيا
بلغ عدد سكان بلدية فياريال دي أوريتشوا 6.930 نسمة عام 2011 (وفقاً للمعهد الوطني للإحصاء الإسباني).
| 6.242 | 6.381 | 6.604 | 6.723 | 6.761 | 6.912 | 6.930 |